# Rafael La Porta
Rafael La Porta (1962) es profesor de finanzas auspiciado por la Fundación Nobel en la Tuck School of Business at Dartmouth College. La Porta obtuvo su graduado en economía por la Pontificia Universidad Católica de Argentina de Argentina y su A. M. y Ph. D. en economía por la Universidad de Harvard en Cambridge, MA. La Porta se desempeñó como profesor de economía en Harvard antes de aceptar una posición en Tuck. Es Research Associate en el National Bureau of Economic Research, desde 1997.
Su investigación se centra principalmente en el gobierno corporativo y la protección de los inversores en todo el mundo. Es coautor del influyente artículo "Law and Finance", que apareció en la Revista de Economía Política, en diciembre de 1998.
Según el ranking RePEc/IDEAS La Porta es el economista n.º 22 más citado del mundo, siendo el más citado de América del Sur.

## Premios y reconocimientos
- Alfred P. Sloan Research Fellow, 2001-5.

## Artículos (selección)
- “Informality and Development,” Journal of Economic Perspectives, 2014
- "Growth in Regions," Journal of Economic Growth, septiembre de 2014
- "Letter Grading Government Efficiency,” Journal of the European Economic Association, abril de 2014
- Con N. Gennaioli, F. López-de-Silanes, y A. Shleifer, "Human Capital and Regional Development"
- "The Divergence of Legal Procedures " Appendix, Data forthcoming in American Economic Journal: Economic Policy
- Con A. Shleifer, "The Unofficial Economy and Economic Development," Brookings Papers on Economic Activity, 2008
- Con F. López-de-Silanes y A. Shleifer, "The Economic Consequences of Legal Origins," Journal of Economic Literature, junio de 2008
- Con S. Djankov, F. López-de-Silanes, y A. Shleifer, "The Law and Economics of Self-Dealing," Journal of Financial Economics, noviembre de 2006
- Con S. Djankov, F. López-de-Silane, A. Shleifer, y J. Botero, "The Regulation of Labor," Quarterly Journal of Economics, 2005